# Cantonul Boulogne-Billancourt-Nord-Ouest
Cantonul Boulogne-Billancourt-Nord-Ouest este un canton din arondismentul Boulogne-Billancourt, departamentul Hauts-de-Seine, regiunea Île-de-France, Franța.

## Comune
| Comune                                | Populație (1999) | Cod poștal | Cod INSEE |
| ------------------------------------- | ---------------- | ---------- | --------- |
| Boulogne-Billancourt, commune entière | 112.233          | 92.100     | 92 012    |